# 신암중학교 (충남)
신암중학교(新岩中學校)는 대한민국 충청남도 예산군 신암면 오산리에 있는 공립 중학교이다.

## 학교 연혁
- 1969년 10월 14일 : 신암중학교 설립 인가 (9학급)
- 1970년 3월 10일 : 개교 및 입학식
- 2008년 3월 1일 : 학급 변경 인가 (3학급)
- 2024년 1월 8일 : 제52회 11명 졸업(총 6,188명)
- 2024년 3월 4일 : 제55회 15명 입학
- 2024년 9월 1일 : 제27대 길용진 교장 부임

## 참고 자료
- 신암중학교 - 한국교육학술정보원 학교알리미